# Ivo Petović
Ivo Petović (Kotor, 26. rujna 1963.), crnogorski košarkaš iz bokokotorskog mjestašca Mula.

## Igračka karijera
Potječe iz skromne bokeške obitelji iz Mula, malog ribarskog mjesta u Kotoru. 
Kao veliki zaljubljenik u košarku, slobodne trenutke provodio je vježbajući na košu u dvorištu svoje kuće u Mulu, kopirajući poteze svojih idola s TV ekrana. Košarkaškim stručnjacima je skrenuo pažnju na košarkaškom terenu u Kotoru, okupljalištu mladih zaljubljenika u taj sport, jer u to vrijeme u Kotoru nije postojao košarkaški klub. U potrazi za mladim talentima Crne Gore, trenerima podgoričke Budućnosti Nikoli Sekuloviću i Živku Brajoviću, profesor tjelesnog odgoja Stojan Lazić iz Kotora, ukazao je na potencijal koji je isijavao iz Petovića. Vrlo talentiran vitak momak, već tada izvrsni košarkaš, zapanjio ih je pravilnim i preciznim šutem. Za golobradog srednjoškolca u gradu bez košarkaškog kluba i tradicije nije trebala dodatna preporuka. Kao sin jedinac koji je rastao uz knjigu Krešimira Ćosića o osnovama košarke, dobio je blagoslov roditelja da prati svoje snove. Prihvatio je poziv i otisnuo se u nepoznato. 
Već na debiju na juniorskom prvenstvu Crne Gore, za ekipu Budućnosti, Petović je postigao 32 poena. Tadašnji trener kadetske i juniorske reprezentacije Jugoslavije Rusmir Halilović, nije imao dileme oko potencijala koji je Petović nosio u sebi. Svojim zalaganjem mnogo je utjecao na njegovo igračko stasavanje. 
1981. godine, Petović je zaigrao svoju prvu seniorsku utakmicu za Budućnost. Povjerenje mu je ukazao trener Čedomir Đurašković, u utakmici protiv Radničkog iz Beograda. Nakon utakmice dobio je podršku i čestitke na uspješnom debiju legendarnog centra i reprezentativca Jugoslavije, Žarka Kneževića. Više nije bilo sumnje, da je na pravom putu. Kao igrač Budućnosti igrao je za kadetsku i juniorsku reprezentaciju Jugoslavije. Za obje, imao je preko 65 nastupa. Nastupio je na završnom turniru EP za kadete 1981., EP za juniore 1982. i SP za juniore 1983. godine, na kojem je bio peti strijelac.
1982. godine bio je u snažnoj jugoslovenskoj reprezentaciji u čijoj postavci su bili: Dražen Petrović, Velimir Perasović, Stojko Vranković, Danko Cvjetičanin, Goran Sobin, Zoran Radović i dr. Okitili su se srebrom, iza snažnih Sovjeta predvođenih legendarnim Arvidasom Sabonisom. Postao je meta brojnih klubova, ali odazvao se pozivu Ranka Žeravice 1983. godine i nastavio karijeru u Crvenoj zvezdi. 
U Zvezdi je proveo 8 godina. Bio je ljubimac Zvezdinih navijača. Igrao je u velikoj Zvezdinoj "dinastiji" sa: Stevanom Karadžićem, Avdijom, Jankovićem, Bogosavljevim, Nikolićem, Radovićem, Žižićem i dr. Ta generacija je igrala mnoga polufinala i finala jugoslovenskih prvenstava, kupova i evropskih kupova, u procvatu jugoslavenske košarke, no nažalost ništa nije osvojila. Dok je bio u Zvezdi, trenirali su ga Zoran Slavnić, te Ranko Žeravica, koji je ujedno ostavio najveći trag u njegovoj karijeri. 
Odigrao je 40 utakmica za A reprezentaciju Jugoslavije. 
Poslije Crvene zvezde igrao je u: Grčkoj, Luksemburgu, Švedskoj, Portugalu, Slovačkoj, Rusiji, Tunisu, Makedoniji, Švicarskoj i Rumunjskoj. 
Uspješan je bio u Slovačkoj gdje je dočekao osvajanje naslova prvaka države, te u Tunisu gdje je osvojio kup. 
Košarku je službeno prestao igrati 1999. godine. Očeva smrt je bio povod za okončanje igračke karijere u inozemstvu, te se vratio u rodni Kotor.

## Trenerska karijera
2000. godine u Kotoru je osnovao košarkaški klub Stars u kojem je ujedno i trener. Posvećen je radu i razvoju svih mlađih kategorija. 
Svojim primjerom, iskustvom, znanjem, stručnim savjetima, poznanstvima ostvarenim dugogodišnjom vrlo bogatom i uspješnom karijerom, pomaže budućim nadama.

## Vanjske poveznice
- Ivo Petović